# Afbarwaaqo
Afbarwaaqo ou Af Barwaaqo é uma cidade da região de Mudug, Somália. Atualmente a cidade pertence a região de Hobyo, no estado de Galmudug, um estado auto-proclamado autônomo que surgiu na Somália em 14 de agosto de 2006. 
- Latitude: 6° 29' 47" Norte
- Longitude: 48° 46' 57" Leste
- Altitude: 135 metros